# Goldschatz von Tuna

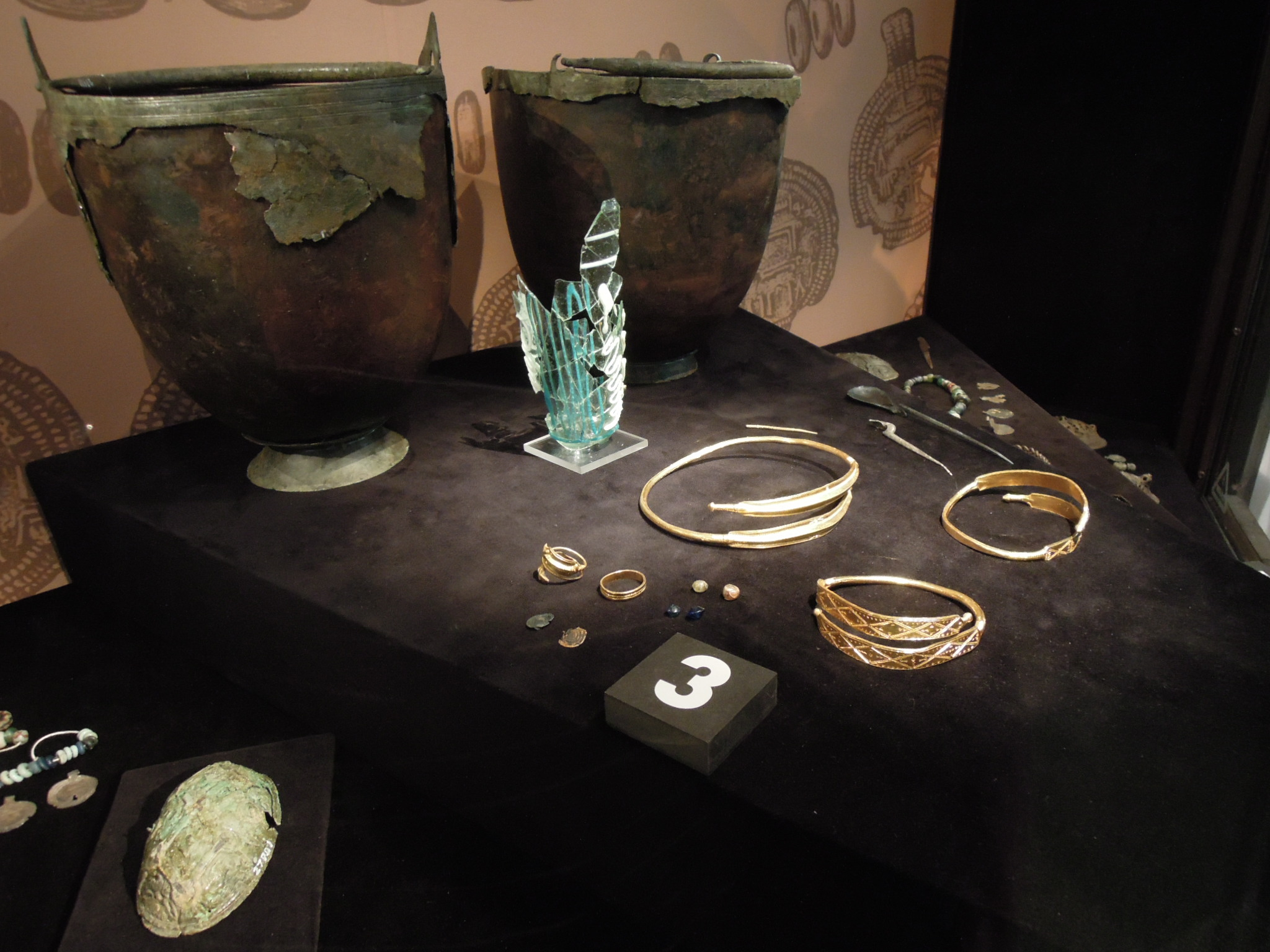
Goldschatz von Tuna (Mitte)

Der Goldschatz von Tuna wurde im Jahre 1952 in der Gemeinde Tuna in Badelunda außerhalb von Västerås in Västmanland in Schweden beim Hausbau gefunden. Es handelt sich um den reichsten Goldfund aus einem schwedischen Frauengrab.
Das Grab stammt, wie einige weitere, aus der germanischen Eisenzeit (etwa 300 n. Chr.), lag aber auf einem lange belegten Feld mit etwa 90 weiteren Gräbern, die zum Teil aus der Vendel- (550–800 n. Chr.) und der anschließenden Wikingerzeit stammen. Auf dem Moränenhügel war, nord-süd-orientiert, eine drei Meter lange Grube mit etwas mehr als einem Meter Tiefe ausgehoben worden. Am Boden war Reisig ausgebreitet, darauf stand eine Kiste von etwa 0,5 m Höhe. Die Kiste war mit Bohlen abgedeckt. Die Tote lag auf einer Unterlage aus Fell oder Stoff. An der Oberfläche war das Grab durch eine Steinpackung von 20 m Durchmesser markiert.
Die Goldgegenstände bestehen aus:
- einem einfachen, geschlossenen Fingerring
- einem Spiralfingerring
- zwei einfachen Ziernadeln
- einem zur Spirale gelegten, stempelverzierten Halsring
- zwei ebensolchen Armringen.

Die Goldringe von Tuna weisen stilisierte Tierköpfe an ihren Enden auf. An den meisten sind sie in schmale, knopfförmige Vorsprünge umgeformt. Die Köpfe am Spiralfingerring sind naturgetreu. Ferner enthielt die Grabstätte
- Teile eines Glasbechers
- Bruchstücke von ein oder zwei weiteren Glasgefäßen
- zwei Perlen
- zwei provinzial-römische Silberlöffel
- eine provinzial-römische Bronzeschale
- Stücke von zwei Bronzeeimern vom Hemmoortyp.

Gefäße vom Hemmoortyp, die zum geringen Teil mit Bildfriesen am Mündungsrand versehen sind, sind in Skandinavien nicht selten. Aus Norwegen stammen mehrere. Über 30 wurden in Dänemark gefunden. In Brandgräbern auf Gotland und Öland wurden Teile solcher Hemmoorer Eimer gefunden. 
Der Glasbecher von Tuna ist, wie die Exemplare von Östra Varv in Östergötland und Soukainen (Finnland), aus farblosem Glas, in einem Wellenmuster mit blauen und milchweißen aufgeschmolzenen Glasfäden verziert. Teile ähnlicher Becher lagen zwischen verbrannten Knochen in einem Grab bei Gödåker (Uppland). Im übrigen Schweden ist der Typ jedoch unbekannt. Etwa zehn Becher stammen aus reichen Gräbern auf Seeland. Weitere stammen von der unteren Weichsel und aus Mittelpolen, jedoch sind sie in Westeuropa unbekannt. Sie dürften am selben Ort hergestellt worden sein.